# ضريح سعيد بن جبير
مرقد التابعي الجليل سعيد بن جبير هو أحد المراقد الإسلامية في العراق، يقع على بعد 40 كم جنوب مدينة الكوت في قضاء الحي، وهو المكان الذي دفن فيه  التابعي سعيد بن جبير بن هشام الأسدي، يعتبر من المحدثين وفقيه إسلامي.

## الأهمية
يعتبر سعيد بن جبير فقيه ومحدث من أعلام التابعين وعالم من أعلام العراق والأمة الإسلامية وذلك لروايته الحديث ولِسعة علومه الفقهية، ويعتبر اليوم السابع والعشرين من ذي الحجة من كل عام هو يوم زيارة سعيد بن جبير يصادف اليوم الذي جيء به مكبّلا من البيت الحرام إلى مدينة واسط التاريخية بأمر من الوالي الأموي الحجاج بن يوسف الثقفي الذي أقدم على إعدامه لمعارضته الحكم الأموي.

## تاريخ البناء
أن أول من شيد ضريح  سعيد بن جبير هو كنعان أغا عام 1241 للهجرة، وفي مطلع العشرينات من القرن الماضي تم تشيد ضريح سعيد بن جبير واستخدام الطين وجريد النخل في العمل.